# Syllepte mysticalis
Syllepte mysticalis là một loài bướm đêm trong họ Crambidae.